# Bia (planta)
Bia é um gênero de planta da família Euphorbiaceae descrita pela primeira vez como um gênero em 1841. Todo o gênero é nativo da América do Sul.

## Espécies

### Atualmente
1. Bia alienata (Didr.) — Brasil, Bolívia, Paraguai, Argentina
2. Bia capivarensis (Medeiros e Alves) — Serra da Capivara
3. Bia fallax (Müll. Arg.) (GLWebster) — Peru, Rondônia
4. Bia fendleri (Müll. Arg.) (GLWebster) — Guiana, Venezuela, Amazonas, Brasil
5. Bia lessertiana (Baill.) — P. Guiana, Suriname, Guiana, Brasil
6. Bia manuelii (VW Steinm. & RAM.) —(Amezcua, 2013), Sierra de Coalcomán, Michoacán, México[5]

### Anteriormente
mudou para Zuckertia
- Bia cordata - Zuckertia cordata